# Zhang Zhilei
Zhang Zhilei (chiń. 张志磊; pinyin Zhāng Zhìlěi; ur. 2 maja 1983 w Henanie) – chiński bokser, srebrny medalista igrzysk olimpijskich w Pekinie w kategorii superciężkiej.

## Kariera bokserska
W 2003 na mistrzostwach świata w boksie amatorskim w Bangkoku przegrał już w pierwszej walce z Polakiem Grzegorzem Kiełsą w stosunku 22–8. Dwa lata później na mistrzostwach świata w chińskim Mianyang wygrał pierwszą walkę z Vüqarem Alakbarovem, jednak w następnym pojedynku uległ późniejszemu złotemu medaliście, Kubańczykowi Odlanierowi Solísowi.
Na kolejnych mistrzostwach świata w Chicago w 2007 zdobył brązowy medal, pokonując kolejno Nurpaisa Torobekova, Rustama Rygebayeva i Daniela Beahana, jednak w półfinale przegrał z Wiaczesławem Hłazkowem.
Rok później na igrzyskach olimpijskich w Pekinie zdobył srebrny medal, przegrywając w finale z Włochem Roberto Cammarelle. Wcześniej na turnieju olimpijskim pokonał Mohameda Amanissiego, Rusłana Myrsatajewa i Wjaczesława Hłazkowa, który poddał pojedynek walkowerem ze względu na kontuzję.
W 2009 na kolejnych mistrzostwach świata w Mediolanie powtórzył wynik sprzed dwóch lat, zdobywając kolejny brązowy medal. Pokonał kolejno Sardora Abdullaeva, Erika Pfeifera i Primislava Dimovskiego, natomiast w półfinale przegrał z Ukraińcem Romanem Kapitonenko.
Wystąpił na igrzyskach olimpijskich w Londynie, gdzie przegrał w ćwierćfinale z późniejszym złotym medalistą, Antohony’m Joshua.
15 stycznia 2024 roku ogłoszono, że Zhilei zmierzy się z byłym mistrzem WBO Josephem Parkerem, a walka odbędzie się 8 marca 2024 roku jako co-main event wydarzenia Knockout Chaos w Kingdom Arenie, w Rijadzie. Zhang został pokonany przez Parkera decyzją większościową. Jeden z sędziów punktował 113–113, podczas gdy dwóch pozostałych sędziów 114–112 i 115–111, obaj dla Parkera.
1 czerwca 2024 zmierzył się z byłym mistrzem WBC, Deontay'em Wilderem. W walce wieczoru wygrał przez nokaut w piątej rundzie.

## Życie prywatne
Od marca 2021 r. Zhang mieszkał w stanie New Jersey. Często odwiedza Chiny i promuje lokalną turystykę w Chinach.